# Панахов, Гусейн Мисирхан оглы
Гусейн Мисирхан оглы Панахов (азерб. Hüseyn Misirxan oğlu Pənahov; 1911, Джеватский уезд — ?) — советский азербайджанский хлопковод, Герой Социалистического Труда (1951).

## Биография
Родился в 1911 году в селе Дунямаллар Джеватского уезда Бакинской губернии (ныне — в Бейлаганском районе Азербайджана).
С 1932 года — колхозник, бригадир колхоза имени Герая Асадова Ждановского района. В 1950 году получил урожай хлопка 45,1 центнеров с гектара на площади 77 гектаров.
Указом Президиума Верховного Совета СССР от 6 октября 1951 года за получение высоких урожаев хлопка в 1950 году на поливных землях Панахову Гусейну Мисирхан оглы присвоено звание Героя Социалистического Труда с вручением ордена Ленина и золотой медали «Серп и Молот».
С 1967 года — пенсионер союзного значения.